# Convenzione nazionale
La Convenzione nazionale (in francese Convention nationale) o semplicemente Convenzione, è stata un'assemblea esecutiva e legislativa in vigore durante la Rivoluzione francese, dal 20 settembre 1792 al 26 ottobre 1795. I membri furono scelti alle elezioni legislative del 1792.
Essa fu di diritto l'organo collegiale che esercitava la funzione di capo di Stato della Prima Repubblica francese dal 1792 al 1795.
Chiamata a dotare la nuova repubblica di una Costituzione, votata nel 1793, dovette fronteggiare le lotte fra i diversi schieramenti, che degenerarono successivamente nella dittatura dei due comitati di Salute pubblica e di Sicurezza generale, nel periodo 1793-luglio 1794.

## Storia

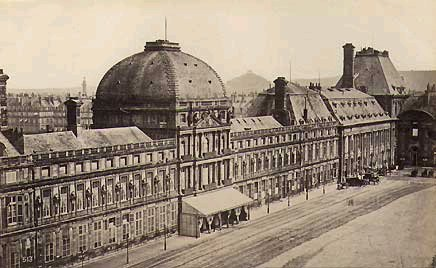
Il Palazzo delle Tuileries nel 1870, sede della Convenzione nazionale

Quando la popolazione parigina assaltò il Palazzo delle Tuileries (10 agosto 1792) e invocò l'abolizione della monarchia, l'assemblea legislativa, che per breve tempo era succeduta all'Assemblea nazionale costituente come organo legislativo, ordinò la sospensione temporanea del re dalle sue funzioni e convocò la Convenzione nazionale (termine di origine inglese: Convenzione parlamentare era il termine con il quale era stato designato il Parlamento atipico che, dopo la Gloriosa rivoluzione del 1689, aveva conferito potere a Guglielmo d'Orange e a sua moglie Maria) affidando all'assemblea il compito di redigere una nuova costituzione repubblicana (in quanto la monarchia sarebbe stata completamente abolita dalla Convenzione nazionale il 21 settembre del 1792).
La convenzione si attribuì l'incarico di stabilire una nuova Costituzione per lo stato francese, dopo la deposizione del re Luigi XVI e la proclamazione della repubblica (21-22 settembre). La convenzione avrebbe anche svolto il ruolo di Camera dotata di poteri legislativi, cioè avrebbe approvato tutte le leggi della nuova Francia repubblicana. Essa era anche formalmente il massimo organo di governo della repubblica, assieme al Comitato di salute pubblica.
Potevano essere eletti a far parte dell'assemblea tutti i cittadini francesi di età superiore ai 21 anni, residenti da più di un anno e stabilmente occupati: la Convenzione fu quindi il primo organo francese eletto a suffragio universale.
Insediatasi quindi il 21 settembre, risultò formata da 749 deputati, tutti di fede repubblicana; i monarchici come i disciolti Foglianti furono esclusi dalle candidature o non si presentarono; così come l'estrema sinistra più popolare, gli Arrabbiati presenti nelle sezioni rivoluzionarie, contrari al parlamentarismo e che comunque non riuscirono a eleggere rappresentanti. Nel primo periodo la Convenzione fu chiamata Girondina poiché essenzialmente governata da essi, prima della loro epurazione a partire dall'aprile 1793:
- A destra stavano i girondini, di fede liberale e federalista, rappresentanti dei ceti borghesi e nobiliari più elevati, che costituivano circa un quarto dell'assemblea. Essi osteggiavano la Comune di Parigi ed erano contrari al grande potere da questa assunto, battendosi infatti per un decentramento amministrativo e politico.

- A sinistra trovavano posto i montagnardi o deputati della Montagna, di stampo repubblicano e democratico; si battevano per la tassazione del reddito, l'uguaglianza sociale, il ridimensionamento della proprietà privata e l'accentramento di tutti i poteri in mano alla convenzione. Questi rappresentavano all'incirca un quarto dell'assemblea. Ne facevano parte politici di idee radicali: Jean-Paul Marat, Georges Jacques Danton, Maximilien de Robespierre, Louis Antoine de Saint-Just, Camille Desmoulins e altri.

- Il centro, Piana o Palude, risultava essere lo schieramento più numeroso, all'incirca la metà dei deputati. Essi erano i "non schierati" e appartenevano allo schieramento che determinava l'esito di tutte le votazioni. Il loro appoggio determinò le fasi della Convenzione.

Fu la Convenzione ad istituire e celebrare il processo contro Luigi XVI alla fine del 1792, condannandolo a morte (gennaio 1793).

## Fasi
- Convenzione girondina (settembre 1792 - marzo 1793)
- Convenzione montagnarda, durante il Regime del Terrore (marzo/aprile 1793 - 27 luglio 1794)
- Convenzione o reazione termidoriana o periodo del Terrore bianco (27 luglio 1794 - 26 ottobre 1795)

## Elenco dei presidenti della Convenzione nazionale
| Nome                             | Ritratto | Inizio mandato    | Fine mandato      |
| -------------------------------- | -------- | ----------------- | ----------------- |
| Philippe Rühl                    |          | 20 settembre 1792 | 20 settembre 1792 |
| Jérôme Pétion de Villeneuve      |          | 20 settembre 1792 | 4 ottobre 1792    |
| Jean-François Delacroix          |          | 4 ottobre 1792    | 18 ottobre 1792   |
| Marguerite-Élie Guadet           |          | 18 ottobre 1792   | 1º novembre 1792  |
| Marie-Jean Hérault de Séchelles  |          | 1º novembre 1792  | 15 novembre 1792  |
| Henri Grégoire                   |          | 15 novembre 1792  | 29 novembre 1792  |
| Bertrand Barère de Vieuzac       |          | 29 novembre 1792  | 13 dicembre 1792  |
| Jacques Defermon des Chapelieres |          | 13 dicembre 1792  | 27 dicembre 1792  |
| Jean-Baptiste Treilhard          |          | 27 dicembre 1792  | 10 gennaio 1793   |

### 1793
| Nome                                 | Ritratto | Inizio mandato    | Fine mandato      |
| ------------------------------------ | -------- | ----------------- | ----------------- |
| Pierre Victurnien Vergniaud          |          | 10 gennaio 1793   | 24 gennaio 1793   |
| Jean-Paul Rabaut Saint-Étienne       |          | 24 gennaio 1793   | 7 febbraio 1793   |
| Jean-Jacques Bréard                  |          | 7 febbraio 1793   | 21 febbraio 1793  |
| Edmond Louis Alexis Dubois-Crancé    |          | 21 febbraio 1793  | 7 marzo 1793      |
| Armand Gensonné                      |          | 7 marzo 1793      | 21 marzo 1793     |
| Jean Antoine Joseph Debry            |          | 21 marzo 1793     | 4 aprile 1793     |
| Jean-François-Bertrand Delmas        |          | 4 aprile 1793     | 18 aprile 1793    |
| Marc David Albin Lasource            |          | 18 aprile 1793    | 2 maggio 1793     |
| Jean-Baptiste Boyer-Fonfrède         |          | 2 maggio 1793     | 16 maggio 1793    |
| Maximin Isnard                       |          | 16 maggio 1793    | 30 maggio 1793    |
| François-René-Auguste Mallarmé       |          | 30 maggio 1793    | 13 giugno 1793    |
| Jean-Marie Collot d'Herbois          |          | 13 giugno 1793    | 27 giugno 1793    |
| Jacques Alexis Thuriot de la Rosière |          | 27 giugno 1793    | 11 luglio 1793    |
| André Jeanbon Saint André            |          | 11 luglio 1793    | 25 luglio 1793    |
| Georges Jacques Danton               |          | 25 luglio 1793    | 8 agosto 1793     |
| Marie-Jean Hérault de Séchelles      |          | 8 agosto 1793     | 22 agosto 1793    |
| Maximilien Robespierre               |          | 22 agosto 1793    | 5 settembre 1793  |
| Jacques Nicolas Billaud-Varenne      |          | 5 settembre 1793  | 19 settembre 1793 |
| Pierre Joseph Cambon                 |          | 19 settembre 1793 | 3 ottobre 1793    |
| Louis Joseph Charlier                |          | 3 ottobre 1793    | 22 ottobre 1793   |
| Moïse Antoine Pierre Jean Bayle      |          | 22 ottobre 1793   | 6 novembre 1793   |
| Pierre-Antoine Lalloy                |          | 6 novembre 1793   | 21 novembre 1793  |
| Charles-Gilbert Romme                |          | 21 novembre 1793  | 6 dicembre 1793   |
| Jean-Henri Voulland                  |          | 6 dicembre 1793   | 21 dicembre 1793  |
| Georges Auguste Couthon              |          | 21 dicembre 1793  | 5 gennaio 1794    |

### 1794
| Nome                             | Ritratto | Inizio mandato    | Fine mandato      |
| -------------------------------- | -------- | ----------------- | ----------------- |
| Jacques-Louis David              |          | 5 gennaio 1794    | 20 gennaio 1794   |
| Marc Guillaume Alexis Vadier     |          | 20 gennaio 1794   | 4 febbraio 1794   |
| Joseph-Nicolas Barbeau du Barran |          | 4 febbraio 1794   | 19 febbraio 1794  |
| Louis Antoine de Saint-Just      |          | 19 febbraio 1794  | 6 marzo 1794      |
| Philippe Rühl                    |          | 6 marzo 1794      | 21 marzo 1794     |
| Jean-Lambert Tallien             |          | 21 marzo 1794     | 5 aprile 1794     |
| Jean-Baptiste-André Amar         |          | 5 aprile 1794     | 20 aprile 1794    |
| Robert Lindet                    |          | 20 aprile 1794    | 5 maggio 1794     |
| Lazare Carnot                    |          | 5 maggio 1794     | 20 maggio 1794    |
| Claude-Antoine Prieur-Duvernois  |          | 20 maggio 1794    | 4 giugno 1794     |
| Maximilien Robespierre           |          | 4 giugno 1794     | 19 giugno 1794    |
| Élie Lacoste                     |          | 19 giugno 1794    | 5 luglio 1794     |
| Jean-Antoine Louis               |          | 5 luglio 1794     | 19 luglio 1794    |
| Jean-Marie Collot d'Herbois      |          | 19 luglio 1794    | 3 agosto 1794     |
| Philippe Antoine Merlin          |          | 3 agosto 1794     | 18 agosto 1794    |
| Antoine Merlin de Thionville     |          | 18 agosto 1794    | 2 settembre 1794  |
| André Antoine Bernard            |          | 2 settembre 1794  | 22 settembre 1794 |
| André Dumont                     |          | 22 settembre 1794 | 7 ottobre 1794    |
| Jean-Jacques-Régis de Cambacérès |          | 7 ottobre 1794    | 22 ottobre 1794   |
| Pierre-Louis Prieur              |          | 22 ottobre 1794   | 6 novembre 1794   |
| Louis Legendre                   |          | 6 novembre 1794   | 24 novembre 1794  |
| Jean-Baptiste Clauzel            |          | 24 novembre 1794  | 6 dicembre 1794   |
| Jean-François Reubell            |          | 6 dicembre 1794   | 21 dicembre 1794  |
| Pierre Louis Bentabole           |          | 21 dicembre 1794  | 6 gennaio 1795    |

### 1795
| Nome                                    | Ritratto | Inizio mandato    | Fine mandato      |
| --------------------------------------- | -------- | ----------------- | ----------------- |
| Étienne-François Le Tourneur            |          | 6 gennaio 1795    | 20 gennaio 1795   |
| Stanislas Joseph François Xavier Rovère |          | 20 gennaio 1795   | 4 febbraio 1795   |
| Paul Barras                             |          | 4 febbraio 1795   | 19 febbraio 1795  |
| François Louis Bourdon                  |          | 19 febbraio 1795  | 6 marzo 1795      |
| Antoine Claire Thibaudeau               |          | 6 marzo 1795      | 24 marzo 1795     |
| Jean Pelet                              |          | 24 marzo 1795     | 5 aprile 1795     |
| François-Antoine de Boissy d'Anglas     |          | 5 aprile 1795     | 20 aprile 1795    |
| Emmanuel Joseph Sieyès                  |          | 20 aprile 1795    | 5 maggio 1795     |
| Théodore Vernier                        |          | 5 maggio 1795     | 26 maggio 1795    |
| Jean-Baptiste Charles Matthieu          |          | 26 maggio 1795    | 4 giugno 1795     |
| Jean-Denis Lanjuinais                   |          | 4 giugno 1795     | 19 giugno 1795    |
| Jean-Baptiste Louvet de Couvray         |          | 19 giugno 1795    | 4 luglio 1795     |
| Louis-Gustave Doulcet de Pontécoulant   |          | 4 luglio 1795     | 19 luglio 1795    |
| Louis-Marie de La Révellière-Lépeaux    |          | 19 luglio 1795    | 3 agosto 1795     |
| Pierre Claude François Daunou           |          | 3 agosto 1795     | 19 agosto 1795    |
| Marie-Joseph Chénier                    |          | 19 agosto 1795    | 2 settembre 1795  |
| Théophile Berlier                       |          | 2 settembre 1795  | 23 settembre 1795 |
| Pierre-Charles-Louis Baudin             |          | 23 settembre 1795 | 8 ottobre 1795    |
| Jean-Joseph-Victor Genissieu            |          | 8 ottobre 1795    | 26 ottobre 1795   |